# Cerdon, Loiret

Cerdon este o comună în departamentul Loiret din centrul Franței. În 1 ianuarie 2022 avea o populație de 895 de locuitori.